# Nina Kpaho
Nina Kpaho est une footballeuse internationale ivoirienne, née le 30 décembre 1996. Elle évolue au poste de défenseur.

## Biographie

### En équipe nationale
Nina Kpaho participe avec la sélection ivoirienne à la Coupe du monde 2015 organisée au Canada. Lors du mondial canadien, elle joue un match contre l'Allemagne, avec pour résultat une lourde défaite (10-0) à Ottawa.
Le match se joue le 7 juin 2015, au stade TD Place (TD Place stadium), situé dans le Parc Lansdowne. Nina Kpaho est titularisée pour ce match contre les Allemandes, mais ne jouera que 38 minutes : elle est remplacée par Fernande Tchétché.
Au Canada, en 2015, l'équipe féminine de la Côte d'Ivoire participe à son tout premier mondial de football.